# Tour de France 2014
Le Tour de France 2014 est la 101e édition du Tour de France cycliste. Il est parti de Leeds, dans le comté du Yorkshire au Royaume-Uni, le 5 juillet, pour se terminer à Paris, sur l'avenue des Champs-Élysées, le 27 juillet.
Grâce notamment à ses quatre victoires d'étapes, l'Italien Vincenzo Nibali, de l'équipe Astana, remporte ce Tour de France, son premier. Il devient ainsi le sixième coureur à remporter les trois grands tours après ses victoires précédentes lors du Tour d'Espagne 2010 et du Tour d'Italie 2013. Il s'empare du maillot jaune dès la deuxième étape et le conserve jusqu'à la fin, à l'exception d'une journée, où il le cède à Tony Gallopin.
Il devance les Français Jean-Christophe Péraud (AG2R La Mondiale) et Thibaut Pinot (FDJ.fr), également meilleur jeune de ce Tour. Vainqueur de deux étapes de montagne, le Polonais Rafał Majka remporte le classement du maillot à pois. Le coureur slovaque Peter Sagan (Cannondale), bien que n'ayant remporté aucune étape, s'adjuge son troisième maillot vert consécutif. Grâce notamment à Péraud, Romain Bardet et Ben Gastauer, qui terminent respectivement 2e, 6e et 21e du classement général, la formation AG2R La Mondiale gagne le classement par équipes. Enfin, le prix de la combativité est attribué à l'Italien Alessandro De Marchi (Cannondale), auteur de plusieurs échappées et ayant passé plus de 500 km en tête de course sur l'ensemble de la course.

## Parcours

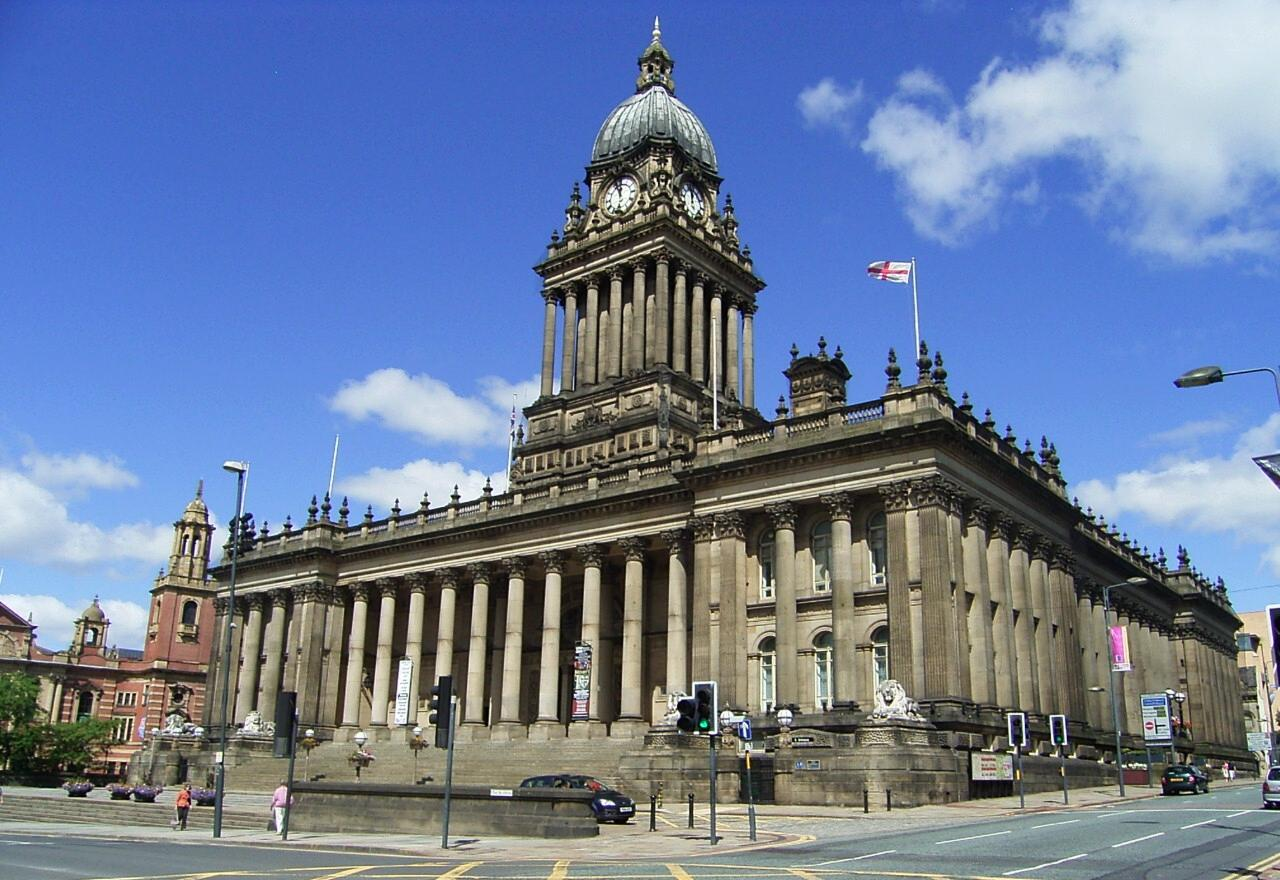
Grand Départ, Hôtel de ville de Leeds

L'organisateur Amaury Sport Organisation a annoncé le 14 décembre 2012 que le Tour de France 2014 s'élancerait du comté du Yorkshire au Royaume-Uni avec un départ à Leeds. Le parcours a été dévoilé intégralement le 23 octobre 2013 au Palais des congrès de Paris,. Il s'agit du 20e départ du Tour de France à l'étranger, le second en Angleterre.

### Un Grand Départ en terre anglaise
Le Royaume-Uni accueille pour la deuxième fois un grand départ du Tour de France, après l'édition 2007. Le peloton s'élance dans la région du Yorkshire, de la ville de Leeds. Comme en 2013, la première étape est l'objectif des sprinteurs afin d'endosser le maillot jaune à l'arrivée à Harrogate. La deuxième étape est nettement plus compliquée entre York et Sheffield, avec de très nombreuses côtes et présentant un profil similaire à la classique Liège-Bastogne-Liège. Après un transfert à Cambridge, le périple en terre anglaise se termine avec une arrivée à Londres, devant le palais de Westminster, avec une arrivée de nouveau promise aux sprinteurs. Ce Grand Départ permet de visiter « une région d'une beauté excepionnelle, avec des paysages à couper le souffle dont les terrains offrent à la fois aux sprinteurs et aux attaquants l'opportunité de s'exprimer ».

### Une première semaine ardue et redoutée

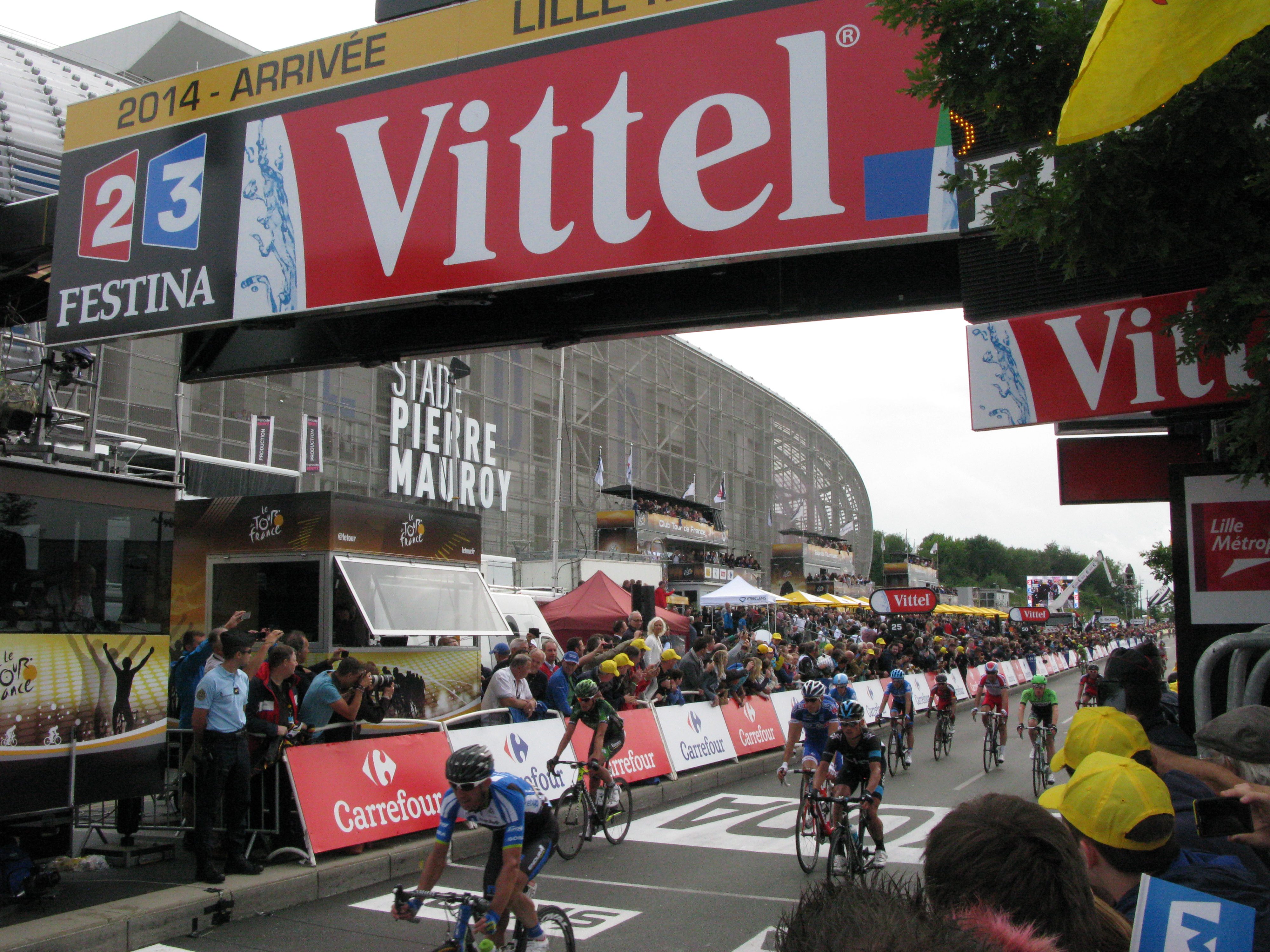
Ligne d'arrivée de la 4e étape.

Le retour en France se fait avec Le Touquet, pour une étape arrivant devant le stade Pierre-Mauroy à Villeneuve-d'Ascq,. L'étape suivante, redoutée par de nombreux coureurs, annonce le retour des pavés de Paris-Roubaix, absents du Tour depuis quatre ans. Neuf secteurs sont au programme (sept seront finalement empruntés du fait des mauvaises conditions météo) pour une arrivée à la Porte du Hainaut. Une étape de plaine s'ensuit entre Arras et Reims, puis une autre au parcours final plus corsé entre Épernay et Nancy, avec un passage par Verdun, lieu d'une meurtrière bataille de la Grande Guerre. Le parcours aborde ensuite les Vosges comme jamais auparavant dans un Tour de France avec trois étapes difficiles : la première entre Tomblaine et Gérardmer, avec trois ascensions dans les trente derniers kilomètres et une fin d'étape à la station de La Mauselaine. La seconde part de Gérardmer pour arriver à Mulhouse via les cols de la Schlucht et du Grand Ballon. La dernière étape, celle du 14 juillet, considérée comme très montagneuse, relie Mulhouse à la Planche des Belles Filles dans une étape dense en ascensions : sept au total, dont six de 2e ou de 1re catégorie. Ensuite, c’est le premier jour de repos à Besançon.

### Les Alpes au régime en deuxième semaine
Après la journée de repos, il y a une étape vallonnée vers Oyonnax, puis le lendemain une autre étape également vallonnée de Bourg-en-Bresse à Saint-Étienne, où les baroudeurs comme les sprinteurs ont leur chance. C'est alors que le parcours aborde les Alpes, mises à l'honneur en 2013, dans un format très léger : seulement deux étapes et cinq cols, mais deux arrivées au sommet. La première, partant de Saint-Étienne, arrive à Chamrousse, au-dessus de Grenoble, après avoir escaladé l'irrégulier col de Palaquit dans la Chartreuse. La deuxième étape rallie Grenoble à la station de Risoul en passant par le long mais roulant col du Lautaret, puis par le plus exigeant col d'Izoard, qui est le toit du Tour 2014 et décerne le souvenir Henri-Desgrange. Après cette petite traversée, le trajet passe des Alpes au Languedoc à travers une étape de transition entre Tallard et Nîmes. C'est à Carcassonne qu'a lieu le second jour de repos.

### Trois étapes pyrénéennes, un seul contre-la-montre

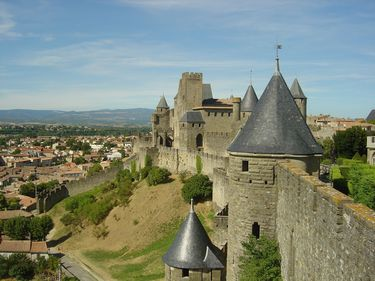
La Cité de Carcassonne, lieu de départ de seizième étape.

De Carcassonne, la route du Tour rallie Bagnères-de-Luchon lors de la plus longue étape du Tour, comportant trois cols : le Portet-d'Aspet, les Ares et le difficile port de Balès en fin d'étape. Les deux étapes suivantes sont nettement plus courtes et musclées : entre Saint-Gaudens et Saint-Lary-Soulan, quatre ascensions sont sur le parcours en seulement 125 km : les cols du Portillon, de Peyresourde et de Val-Louron Azet avant la montée finale vers le Pla d'Adet. Enfin, après avoir été absents du parcours pour la 100e édition, le Tour retrouve deux "incontournables" : la ville de Pau et le col du Tourmalet, très touché par les inondations de juillet 2013 dans les Pyrénées, dans la dernière étape pyrénéenne menant à la station d'Hautacam. L'enchaînement des étapes est tel que le Tour ne peut être joué pour autant : après une ultime étape de transition entre Maubourguet et Bergerac, un contre-la-montre, le seul du Tour (une première depuis le Tour de France 1953) se déroule entre Bergerac et Périgueux. Sauf accident, le classement final ne doit pas changer lors de l'étape finale partant d'Évry arrivant sur l'avenue des Champs-Élysées. Pour cette étape, la course peut, comme en 2013, faire le tour de l'Arc de Triomphe,,.

#### Réactions
La première semaine est vue comme très piégeuse, particulièrement l'étape des pavés. Le risque de chute, toujours présent en début d'épreuve, est démultiplié par les pavés et les routes étroites lors du départ en Angleterre. Les avis sont globalement positifs sur la présence de pavés, certains pointent cependant qu'il serait dommageable de perdre plusieurs leaders sur chute lors de cette étape,. Avec également plusieurs opportunités pour les puncheurs en début d'épreuves, ainsi qu'une visite poussée dans les Vosges, la première moitié du Tour de France essaye de changer les habitudes. Comme le signale Thibaut Pinot, « la moitié des favoris seront out avant même que l’on ne grimpe un col », tandis que pour Jakob Fuglsang cela permet de nombreux changements de maillot jaune. La suite de la course est en revanche plus traditionnelle, et avec 2 étapes dans les Alpes puis 3 dans les Pyrénées, pour un seul contre-la-montre, le parcours avantage les grimpeurs, d'autant plus que l'exercice chronométré est placé la veille de l'arrivée, les capacités de récupération y sont donc aussi importantes que celles de rouleurs. Le parcours est également vu comme « un tracé très équilibré », où « chaque étape peut être décisive », « avec des ascensions difficiles, qui (...) sont, pour la plupart, inconnues » et une dernière semaine « palpitante », tandis que Miguel Indurain regrette que « les organisateurs courent trop après les arrivées au sommet » et que le contre-la-montre soit placé la veille de l'arrivée.

### Liste des coureurs et des équipes
198 coureurs répartis dans 22 équipes prennent part à ce Tour de France.
En tant qu'épreuve World Tour, les équipes de la division participent automatiquement. L'organisateur Amaury Sport Organisation a communiqué la liste des quatre équipes invitées le 28 janvier 2014 : l'équipe française Cofidis et la formation suisse IAM de Sylvain Chavanel sont sans surprise conviées, tout comme l'autre équipe continentale professionnelle française Bretagne-Séché Environnement, qui s'est renforcée à l'intersaison avec notamment les frères Romain et Brice Feillu et dont l'invitation est « un moyen pour le Tour de France d'exprimer son soutien au cyclisme français », et l'équipe allemande NetApp-Endura. Pour cette dernière, c'est « un rêve [qui] devient réalité » et remercie l'organisateur d'avoir, contrairement à 2013, annoncé les invitations très tôt dans la saison. De son côté, les dirigeants de Bretagne-Séché Environnement se disent « très heureux » d'apprendre cette « très bonne nouvelle pour l'équipe » et « [attendent] l'apogée du cyclisme breton ». Ainsi, 22 équipes participent à ce Tour de France - 18 ProTeams et 4 équipes continentales professionnelles :
| Nom de l'équipe         | Pays        | Code |
| ----------------------- | ----------- | ---- |
| AG2R La Mondiale        | France      | ALM  |
| Astana                  | Kazakhstan  | AST  |
| Belkin                  | Pays-Bas    | BEL  |
| BMC Racing              | États-Unis  | BMC  |
| Cannondale              | Italie      | CAN  |
| Europcar                | France      | EUC  |
| FDJ.fr                  | France      | FDJ  |
| Garmin-Sharp            | États-Unis  | GRS  |
| Giant-Shimano           | Pays-Bas    | GIA  |
| Katusha                 | Russie      | KAT  |
| Lampre-Merida           | Italie      | LAM  |
| Lotto-Belisol           | Belgique    | LTB  |
| Movistar                | Espagne     | MOV  |
| Omega Pharma-Quick Step | Belgique    | OPQ  |
| Orica-GreenEDGE         | Australie   | OGE  |
| Sky                     | Royaume-Uni | SKY  |
| Tinkoff-Saxo            | Russie      | TCS  |
| Trek Factory Racing     | États-Unis  | TFR  |

| Nom de l'équipe              | Pays      | Code |
| ---------------------------- | --------- | ---- |
| Bretagne-Séché Environnement | France    | BSE  |
| Cofidis                      | France    | COF  |
| IAM                          | Suisse    | IAM  |
| NetApp-Endura                | Allemagne | TNE  |

### Favoris et principaux participants

#### Pour le classement général
Le vainqueur de l'édition 2013 Christopher Froome est considéré comme le favori de l'épreuve avec le coureur espagnol de Tinkoff Alberto Contador et l'Italien Vincenzo Nibali, de l'équipe Astana. Parmi les outsiders pour le podium final, on note la présence d'Alejandro Valverde (Movistar), Andrew Talansky (Garmin-Sharp), Bauke Mollema (Belkin), Jurgen Van den Broeck (Lotto-Belisol) ou encore le champion du monde en titre Rui Costa (Lampre-Merida) entre autres. Espérant une place dans les dix premiers, les prétendants au maillot blanc du meilleur jeune sont Michał Kwiatkowski, Romain Bardet et Thibaut Pinot.

#### Sprinteurs
De nombreux sprinters sont présents sur ce Tour, les deux principaux favoris pour les arrivées massives étant Marcel Kittel et Mark Cavendish. Pour le maillot vert, le Slovaque Peter Sagan double tenant du titre est de nouveau cité comme favori. Les autres sprinteurs de renom engagés sont par exemple André Greipel, Arnaud Démare, John Degenkolb, Alexander Kristoff.

### Règlement de la course

#### Règlement du classement général
Le classement général, dont le leader porte le maillot jaune, s'établit en additionnant les temps réalisés à chaque étape. En cas d'égalité, les critères de départage, dans l'ordre, sont : centièmes de seconde enregistrés lors des contre-la-montre, addition des places obtenues lors de chaque étape, place obtenue lors de la dernière étape.

#### Règlement du classement par points
À l'issue de chaque étape le leader du classement par points porte le maillot vert. Comme en 2013, il n'y aura qu'un seul sprint intermédiaire maximum par étape. Le classement par points est établi en fonction du barème suivant, identique à 2013 :
- Pour les arrivées des étapes dites de « plat » : 45 points, 35, 30, 26, 22, 20, 18, 16, 14, 12, 10, 8, 6, 4 et 2 points pour les 15 premiers coureurs classés
- Pour les arrivées des étapes dites de « parcours accidenté » : 30 points, 25, 22, 19, 17, 15, 13, 11, 9, 7, 6, 5, 4, 3 et 2 points pour les 15 premiers coureurs classés
- Pour les arrivées des étapes dites de « haute montagne », les « contre-la-montre individuels »  et les sprints intermédiaires : 20 points, 17, 15, 13, 11, 10, 9, 8, 7, 6, 5, 4, 3, 2 et 1 point pour les 15 premiers coureurs classés.

Un coureur qui arrive hors des délais (par exemple dans un éventuel gruppetto) à une étape et qui est repêché reçoit une pénalité équivalente au nombre de points attribués au vainqueur de l'étape. Cette pénalité est automatique et peut conduire à un solde de points négatif.
En cas d'égalité de points au classement général, les coureurs sont départagés par le nombre de victoires d'étape, puis par le nombre de victoires dans les sprints intermédiaires comptant pour le classement général par points, et enfin par le classement général individuel au temps en cas d'égalité absolue. Pour être déclaré vainqueur du classement par points, le coureur se doit de terminer le Tour de France.

#### Règlement du classement de la montagne
Le classement de la montagne, dont le leader porte le maillot à pois est établi en fonction du barème suivant, identique à 2013 :
- Côte hors-catégorie : 25, 20, 16, 14, 12, 10, 8, 6, 4 et 2 points aux 10 premiers coureurs classés
- Côte de 1re catégorie : 10, 8, 6, 4, 2 et 1 point aux 6 premiers coureurs classés
- Côte de 2e catégorie : 5, 3, 2 et 1 point aux 4 premiers coureurs classés
- Côte de 3e catégorie : 2 et 1 point aux 2 premiers coureurs classés
- Côte de 4e catégorie : 1 point au premier coureur classé

Comme les années précédentes les points attribués à une arrivée sur une côte de deuxième, première ou hors-catégorie seront doublés. Ainsi les points du classement de la montagne attribués à l'arrivée seront doublés pour les étapes 10, 13, 14, 17 et 18.
En cas d'égalité de points entre deux coureurs au classement général final, le coureur ayant obtenu le plus grand nombre de places de premier au sommet des côtes hors catégorie est déclaré vainqueur. Si l'égalité demeure, le coureur ayant obtenu le plus grand nombre de places de premier au sommet des côtes de première catégorie est déclaré vainqueur, et ainsi de suite jusqu'aux côtes de quatrième catégorie, puis enfin par le classement général individuel au temps en cas d'égalité absolue. Pour être déclaré vainqueur du classement de la montagne, le coureur se doit de terminer le Tour de France.

#### Règlement des autres classements annexes
Le classement du meilleur jeune, dont le leader porte le maillot blanc, est réservé aux coureurs nés depuis le 1er janvier 1989. Le premier d'entre eux au classement général individuel au temps est leader journalier des jeunes. À l'issue de la dernière étape, il est déclaré vainqueur du classement des jeunes. En cas d'ex æquo, les mêmes critères de départage que pour le maillot jaune sont appliqués.
Le classement par équipes de l'étape est l'addition des trois meilleurs temps individuels de chaque équipe, sauf lors du contre-la-montre par équipe, où l'on prend le temps de l'équipe. En cas d'égalité, les critères de départage, dans l'ordre, sont : addition des places des 3 premiers coureurs des équipes concernées, place du meilleur coureur sur l'étape. Calculer le classement par équipes revient à additionner les classements par équipes de chaque étape. En cas d'égalité, les critères de départage, dans l'ordre, sont : nombre de premières places dans le classement par équipes du jour, nombre de deuxièmes places dans le classement par équipes du jour, etc., place au classement général du meilleur coureur des équipes concernées
Le prix de la combativité récompense « le coureur le plus généreux dans l'effort et manifestant le meilleur esprit sportif ». Ce prix, établi dans les étapes en ligne, est décerné par un jury présidé par le directeur de l'organisation. Le combatif de l'étape porte dans l’étape suivante un dossard rouge. À l'issue de la dernière étape un Super Combatif du Tour est désigné par les membres du Jury du Tour de France.

#### Primes
Le tableau ci-dessous liste les primes accordées aux premiers d'étapes et aux dix premiers du classement final.
| Position           | 1er       | 2e        | 3e        | 4e       | 5e       | 6e       | 7e       | 8e      | 9e      | 10e     |
| Classement général | 450 000 € | 200 000 € | 100 000 € | 70 000 € | 50 000 € | 23 000 € | 11 500 € | 7 600 € | 4 500 € | 3 600 € |
| Par étape          | 8 000 €   | 4 000 €   | 2 000 €   | 1 200 €  | 830 €    | 780 €    | 730 €    | 670 €   | 630 €   | 600 €   |

- Le détenteur du maillot jaune (1er du classement général) reçoit une récompense quotidienne de 350 €.
- Le détenteur du maillot vert (1er du classement par points) reçoit une récompense quotidienne de 300 €.
- Le détenteur du maillot à pois rouges (1er du classement de la montagne) reçoit une récompense quotidienne de 300 €.

Le tableau ci-dessous liste les primes accordées aux trois premiers des classements finals par points et de la montagne :
| Position                  | 1er      | 2e       | 3e       |
| Classement par points     | 25 000 € | 15 000 € | 10 000 € |
| Classement de la montagne | 25 000 € | 15 000 € | 10 000 € |

## Déroulement de la course

### 5 - 7 juillet: Départ en Angleterre, Nibali déjà en jaune
La première étape se déroule sans encombre jusqu'au dernier kilomètre, où Mark Cavendish entraîne Simon Gerrans et Julien Simon dans sa chute lors du sprint final. L'Allemand Marcel Kittel s'impose devant Peter Sagan. Pour la deuxième étape, Cavendish, blessé la veille, est non-partant. À la fin de cette étape, Vincenzo Nibali lance un contre dans les cinq derniers kilomètres pour gagner et ainsi s'emparer du maillot jaune, que détenait Marcel Kittel. Ce dernier s'impose à nouveau le lendemain à Londres et le surlendemain (en France), respectivement devant Peter Sagan et Alexander Kristoff.

### 8 - 11 juillet: Abandon de Froome, Nibali creuse l'écart sur les pavés

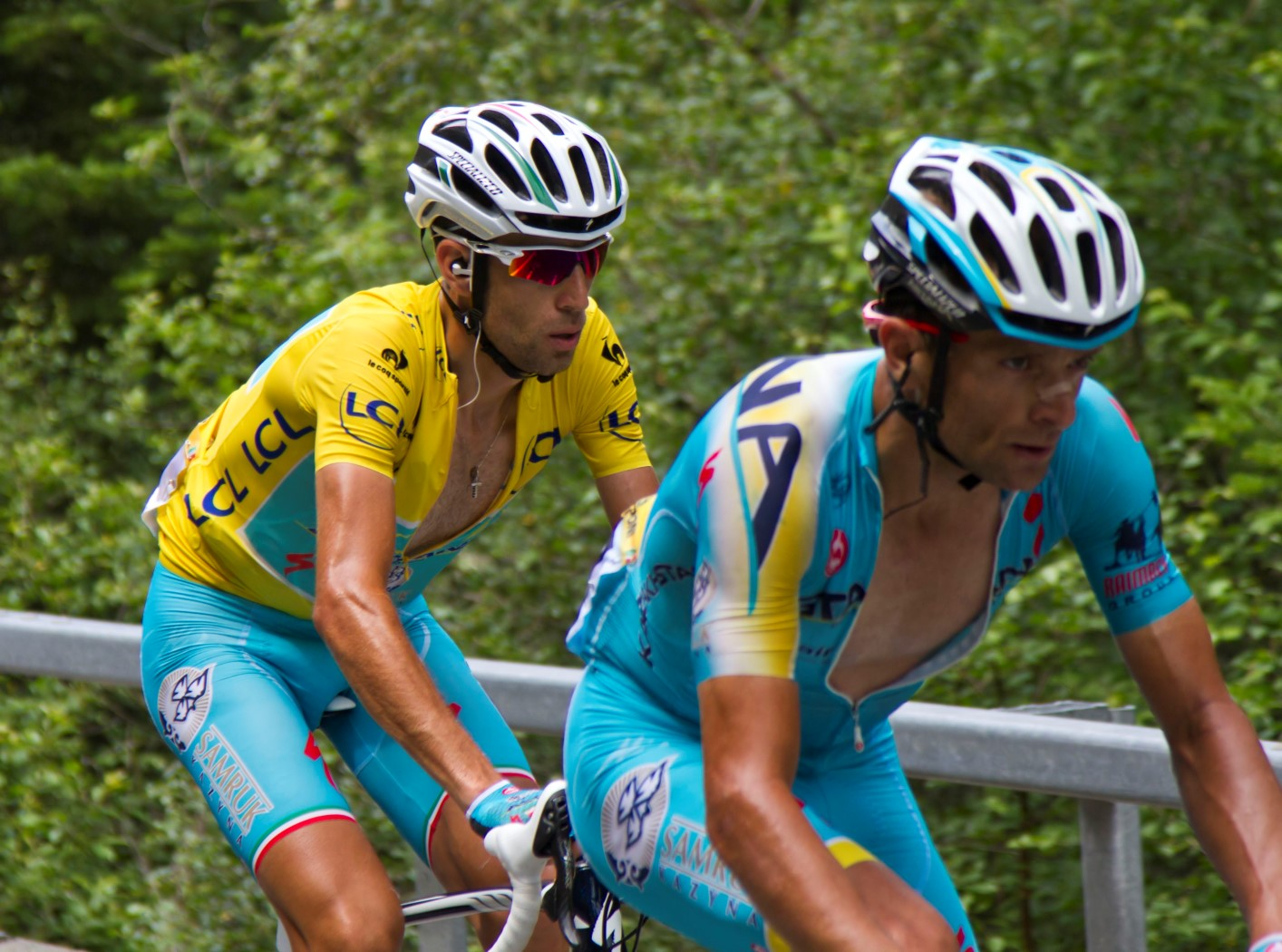
Vincenzo Nibali, en jaune avec son équipier Michele Scarponi.

Disputée dans des conditions météorologiques difficiles rendant les pavés glissants, la cinquième étape est marquée par de nombreuses chutes et abandons, notamment celui du tenant du titre, Christopher Froome. Lars Boom, spécialiste des pavés, s'impose devant Jakob Fuglsang et Vincenzo Nibali, qui conserve son maillot jaune et qui relègue, par la même occasion, la plupart des autres favoris à 2 minutes et son principal rival Alberto Contador à plus de 2 minutes 30. La sixième étape est remportée par André Greipel, le champion d'Allemagne. Il s'impose au sprint devant Alexander Kristoff et Samuel Dumoulin. La septième étape est remportée au sprint par Matteo Trentin, quelques millimètres devant Peter Sagan.

### 12 juillet - 14 juillet: Gallopin en jaune, puis vainqueur d'étape
Durant la huitième étape, Blel Kadri s'impose en solitaire devant Alberto Contador et le maillot jaune Vincenzo Nibali. Tony Martin remporte la neuvième étape en attaquant dans la dernière difficulté, à 60 kilomètres de l'arrivée. Tony Gallopin qui figure dans un groupe de poursuivants, en profite pour endosser le maillot jaune. Première grande étape de montagne, la dixième étape est remportée par Vincenzo Nibali, qui a rattrapé tous les échappés, dont Joaquim Rodríguez à un kilomètre de l'arrivée. Cette étape est marquée par la chute et l'abandon d'Alberto Contador. Après la première journée de repos, Tony Gallopin remporte la onzième étape après avoir lancé une attaque dans les derniers kilomètres. Il s'impose de quelques mètres devant John Degenkolb et Matteo Trentin. Dernière étape avant les Alpes, la douzième étape est remportée par le Norvégien Alexander Kristoff, devant Peter Sagan et le champion de France Arnaud Démare.

### 18 juillet - 19 juillet: Nibali creuse encore l'écart
Lors de la première étape de haute montagne, Vincenzo Nibali s'impose en solitaire à Chamrousse pour sa troisième victoire. Rafał Majka remporte la quatorzième étape, devant Nibali à une trentaine de secondes. Joaquim Rodríguez endosse le maillot à pois en étant parti dès les premiers kilomètres dans une échappée.

### 19 juillet - 24 juillet: Quatrième victoire de Nibali, la deuxième pour Majka
L'étape de transition arrivant à Nîmes est gagnée par Alexander Kristoff, malgré un bel effort des échappés qui sont repris à quelques mètres de la ligne.
La première étape des Pyrénées est remportée par Michael Rogers, faisant partie de l'échappée matinale. Il s'impose devant Thomas Voeckler. La bonne opération du jour est celle de Thibaut Pinot qui endosse le maillot blanc en distançant Romain Bardet dans le Port de Balès. Le lendemain, Rafał Majka rattrape et distance un de ses compagnons d'échappée, Giovanni Visconti, dans les derniers kilomètres ce qui lui permet de remporter sa deuxième étape et de conforter son maillot à pois. Nibali attaque dans la montée finale, suivi seulement par Jean-Christophe Péraud qui revient à 8 secondes du podium. Enfin, la dernière étape de montagne est assommée par Nibali qui attaque à environ 10 km du sommet, rattrape Mikel Nieve présent dans l'échappée, le dépasse très facilement et s'en va l'emporter avec plus d'une minute d'avance sur Thibaut Pinot. Celui-ci a attaqué, et emmené avec lui Jean-Christophe Péraud, Tejay van Garderen et Rafał Majka. Alejandro Valverde et Romain Bardet notamment terminent à plus d'une minute 50 de Nibali. Valverde perd par conséquent sa place sur le podium pour 15 secondes sur Thibaut Pinot et pour 2 secondes sur Jean-Christophe Péraud.

### 25 juillet - 27 juillet: Sur la route des Champs-Élysées

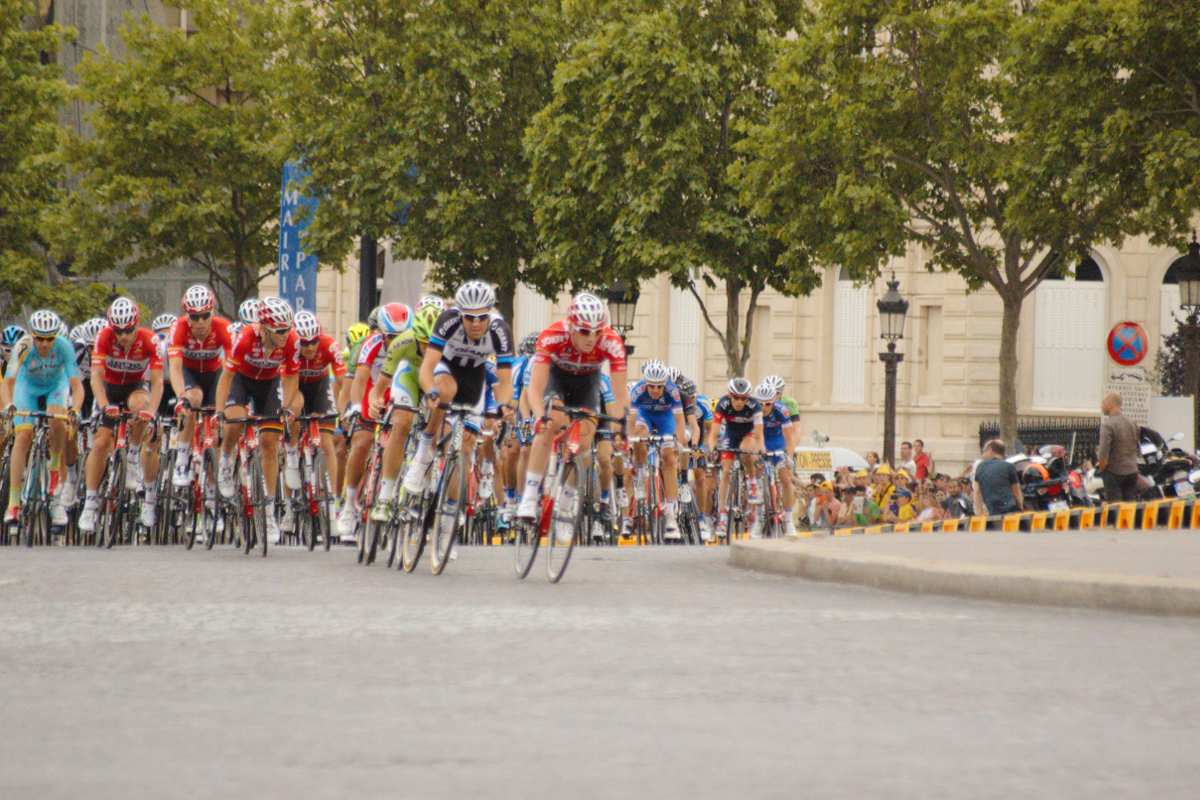
Le peloton du Tour de France sur les pavés des Champs Élysées dans les derniers kilomètres de la 21e et dernière étape du Tour de France 2014

La 19eétape voit la victoire de Ramūnas Navardauskas qui fausse compagnie au peloton dans l'unique difficulté de la journée, à 13 km de l'arrivée. Excellent rouleur, il profite néanmoins d'une chute à 3 km de l'arrivée qui entraîne Romain Bardet et Peter Sagan notamment. C'est la première victoire lituanienne sur le Tour de France. La 20e étape, seule étape contre la montre de cette édition, est largement remportée par Tony Martin. L'étape est décisive pour l'attribution des places sur le podium : Alejandro Valverde, fatigué, ne termine que 28e et se retrouve devancé au classement général par Jean-Christophe Péraud, deuxième, et Thibaut Pinot, troisième, tous deux auteurs d'un bon contre-la-montre.
À la dernière étape, Ji Cheng qui a terminé lanterne rouge compte un tour de retard sur les Champs-Élysées. Les commissaires lui dispensent alors de ce tour, ce qui fait que Ji Cheng a terminé ce Tour de France sans parcourir la totalité du parcours. Kittel remporte lui, sa quatrième victoire au sprint.

## Étapes
| Étape     | Date            | Villes étapes                                  |                             | Distance (km)         | Vainqueur d’étape     | Leader du classement général |
| --------- | --------------- | ---------------------------------------------- | --------------------------- | --------------------- | --------------------- | ---------------------------- |
| 1re étape | sam. 5 juillet  | Leeds (GBR) – Harrogate (GBR)                  | Étape de plaine             | 190,5                 | Marcel Kittel         | Marcel Kittel                |
| 2e étape  | dim. 6 juillet  | York (GBR) – Sheffield (GBR)                   | Étape accidentée            | 201                   | Vincenzo Nibali       | Vincenzo Nibali              |
| 3e étape  | lun. 7 juillet  | Cambridge (GBR) – Londres (GBR)                | Étape de plaine             | 155                   | Marcel Kittel         | Vincenzo Nibali              |
| 4e étape  | mar. 8 juillet  | Le Touquet-Paris-Plage – Lille Métropole       | Étape de plaine             | 163,5                 | Marcel Kittel         | Vincenzo Nibali              |
| 5e étape  | mer. 9 juillet  | Ypres (BEL) – Arenberg - Porte du Hainaut      | Étape accidentée            | 152,5                 | Lars Boom             | Vincenzo Nibali              |
| 6e étape  | jeu. 10 juillet | Arras – Reims                                  | Étape de plaine             | 194                   | André Greipel         | Vincenzo Nibali              |
| 7e étape  | ven. 11 juillet | Épernay – Nancy                                | Étape de plaine             | 234,5                 | Matteo Trentin        | Vincenzo Nibali              |
| 8e étape  | sam. 12 juillet | Tomblaine – Gérardmer - La Mauselaine          | Étape accidentée            | 161                   | Blel Kadri            | Vincenzo Nibali              |
| 9e étape  | dim. 13 juillet | Gérardmer – Mulhouse                           | Étape accidentée            | 170                   | Tony Martin           | Tony Gallopin                |
| 10e étape | lun. 14 juillet | Mulhouse – La Planche des Belles Filles        | Étape de montagne           | 161,5                 | Vincenzo Nibali       | Vincenzo Nibali              |
|           | mar. 15 juillet | Besançon                                       | Jour de repos               | Journée de repos no 1 | Journée de repos no 1 | Journée de repos no 1        |
| 11e étape | mer. 16 juillet | Besançon – Oyonnax                             | Étape accidentée            | 187,5                 | Tony Gallopin         | Vincenzo Nibali              |
| 12e étape | jeu. 17 juillet | Bourg-en-Bresse – Saint-Étienne                | Étape de plaine             | 185,5                 | Alexander Kristoff    | Vincenzo Nibali              |
| 13e étape | ven. 18 juillet | Saint-Étienne – Chamrousse                     | Étape de montagne           | 197,5                 | Vincenzo Nibali       | Vincenzo Nibali              |
| 14e étape | sam. 19 juillet | Grenoble – Risoul                              | Étape de montagne           | 177                   | Rafał Majka           | Vincenzo Nibali              |
| 15e étape | dim. 20 juillet | Tallard – Nîmes                                | Étape de plaine             | 222                   | Alexander Kristoff    | Vincenzo Nibali              |
|           | lun. 21 juillet | Carcassonne                                    | Jour de repos               | Journée de repos no 2 | Journée de repos no 2 | Journée de repos no 2        |
| 16e étape | mar. 22 juillet | Carcassonne – Bagnères-de-Luchon               | Étape de montagne           | 237,5                 | Michael Rogers        | Vincenzo Nibali              |
| 17e étape | mer. 23 juillet | Saint-Gaudens – Saint-Lary-Soulan - Pla d'Adet | Étape de montagne           | 124,5                 | Rafał Majka           | Vincenzo Nibali              |
| 18e étape | jeu. 24 juillet | Pau – Hautacam                                 | Étape de montagne           | 145,5                 | Vincenzo Nibali       | Vincenzo Nibali              |
| 19eétape  | ven. 25 juillet | Maubourguet - Val d'Adour – Bergerac           | Étape de plaine             | 208,5                 | Ramūnas Navardauskas  | Vincenzo Nibali              |
| 20e étape | sam. 26 juillet | Bergerac – Périgueux                           | Contre-la-montre individuel | 54                    | Tony Martin           | Vincenzo Nibali              |
| 21e étape | dim. 27 juillet | Évry – Paris - Champs-Élysées                  | Étape de plaine             | 137,5                 | Marcel Kittel         | Vincenzo Nibali              |

Notes :
1. ↑  Le nom officiel de l'étape est « Le Touquet-Paris-Plage – Lille Métropole ». La ligne d'arrivée est cependant située à Villeneuve-d'Ascq.
2. ↑  Initialement prévue sur une longueur de 156 kilomètres, l'étape est raccourcie à 152,5 kilomètres en raison des conditions météorologiques (suppression de deux secteurs pavés sur les neuf initialement prévus)[32].

## Classements

### Classement général final
| Classement général | Classement général     | Classement général | Classement général           | Classement général |
|                    | Coureur                | Pays               | Équipe                       | Temps              |
| ------------------ | ---------------------- | ------------------ | ---------------------------- | ------------------ |
| 1er                | Vincenzo Nibali        | Italie             | Astana                       | en 89 h 59 min 6 s |
| 2e                 | Jean-Christophe Péraud | France             | AG2R La Mondiale             | + 7 min 39 s       |
| 3e                 | Thibaut Pinot          | France             | FDJ.fr                       | + 8 min 15 s       |
| 4e                 | Alejandro Valverde     | Espagne            | Movistar                     | + 9 min 40 s       |
| 5e                 | Tejay van Garderen     | États-Unis         | BMC Racing                   | + 11 min 24 s      |
| 6e                 | Romain Bardet          | France             | AG2R La Mondiale             | + 11 min 26 s      |
| 7e                 | Leopold König          | République tchèque | NetApp-Endura                | + 14 min 32 s      |
| 8e                 | Haimar Zubeldia        | Espagne            | Trek Factory Racing          | + 17 min 57 s      |
| 9e                 | Laurens ten Dam        | Pays-Bas           | Belkin                       | + 18 min 12 s      |
| 10e                | Bauke Mollema          | Pays-Bas           | Belkin                       | + 21 min 15 s      |
| 11e                | Pierre Rolland         | France             | Europcar                     | + 23 min 7 s       |
| 12e                | Fränk Schleck          | Luxembourg         | Trek Factory Racing          | + 25 min 48 s      |
| 13e                | Jurgen Van den Broeck  | Belgique           | Lotto-Belisol                | + 34 min 1 s       |
| 14e                | Yuri Trofimov          | Russie             | Katusha                      | + 36 min 41 s      |
| 15e                | Steven Kruijswijk      | Pays-Bas           | Belkin                       | + 38 min 15 s      |
| 16e                | Brice Feillu           | France             | Bretagne-Séché Environnement | + 43 min 59 s      |
| 17e                | Christopher Horner     | États-Unis         | Lampre-Merida                | + 44 min 31 s      |
| 18e                | Mikel Nieve            | Espagne            | Sky                          | + 46 min 31 s      |
| 19e                | John Gadret            | France             | Movistar                     | + 47 min 30 s      |
| 20e                | Tanel Kangert          | Estonie            | Astana                       | + 52 min 11 s      |
| 21e                | Ben Gastauer           | Luxembourg         | AG2R La Mondiale             | + 58 min 0 s       |
| 22e                | Geraint Thomas         | Royaume-Uni        | Sky                          | + 59 min 14 s      |
| 23e                | Richie Porte           | Australie          | Sky                          | + 1 h 1 min 8 s    |
| 24e                | Jan Bakelants          | Belgique           | Omega Pharma-Quick Step      | + 1 h 6 min 28 s   |
| 25e                | Cyril Gautier          | France             | Europcar                     | + 1 h 8 min 47 s   |
| modifier           |                        |                    |                              |                    |

### Classements annexes finals
| Classement par points | Classement par points | Classement par points | Classement par points   | Classement par points |
| --------------------- | --------------------- | --------------------- | ----------------------- | --------------------- |
|                       | Coureur               | Pays                  | Équipe                  | Point(s)              |
| 1er                   | Peter Sagan           | Slovaquie             | Cannondale              | 431 points            |
| 2e                    | Alexander Kristoff    | Norvège               | Katusha                 | 282 pts               |
| 3e                    | Bryan Coquard         | France                | Europcar                | 271 pts               |
| 4e                    | Marcel Kittel         | Allemagne             | Giant-Shimano           | 222 pts               |
| 5e                    | Mark Renshaw          | Australie             | Omega Pharma-Quick Step | 211 pts               |
| 6e                    | Vincenzo Nibali       | Italie                | Astana                  | 182 pts               |
| 7e                    | André Greipel         | Allemagne             | Lotto-Belisol           | 169 pts               |
| 8e                    | Ramūnas Navardauskas  | Lituanie              | Garmin-Sharp            | 157 pts               |
| 9e                    | Greg Van Avermaet     | Belgique              | BMC Racing              | 153 pts               |
| 10e                   | Samuel Dumoulin       | France                | AG2R La Mondiale        | 117 pts               |
| modifier              |                       |                       |                         |                       |

| Classement du meilleur grimpeur | Classement du meilleur grimpeur | Classement du meilleur grimpeur | Classement du meilleur grimpeur | Classement du meilleur grimpeur |
| ------------------------------- | ------------------------------- | ------------------------------- | ------------------------------- | ------------------------------- |
|                                 | Coureur                         | Pays                            | Équipe                          | Point(s)                        |
| 1er                             | Rafał Majka                     | Pologne                         | Tinkoff-Saxo                    | 181 points                      |
| 2e                              | Vincenzo Nibali                 | Italie                          | Astana                          | 168 pts                         |
| 3e                              | Joaquim Rodríguez               | Espagne                         | Katusha                         | 112 pts                         |
| 4e                              | Thibaut Pinot                   | France                          | FDJ.fr                          | 89 pts                          |
| 5e                              | Jean-Christophe Péraud          | France                          | AG2R La Mondiale                | 85 pts                          |
| 6e                              | Alessandro De Marchi            | Italie                          | Cannondale                      | 78 pts                          |
| 7e                              | Thomas Voeckler                 | France                          | Europcar                        | 61 pts                          |
| 8e                              | Giovanni Visconti               | Italie                          | Movistar                        | 54 pts                          |
| 9e                              | Alejandro Valverde              | Espagne                         | Movistar                        | 48 pts                          |
| 10e                             | Tejay van Garderen              | États-Unis                      | BMC Racing                      | 48 pts                          |
| modifier                        |                                 |                                 |                                 |                                 |

| Classement général du meilleur jeune | Classement général du meilleur jeune | Classement général du meilleur jeune | Classement général du meilleur jeune | Classement général du meilleur jeune |
|                                      | Coureur                              | Pays                                 | Équipe                               | Temps                                |
| ------------------------------------ | ------------------------------------ | ------------------------------------ | ------------------------------------ | ------------------------------------ |
| 1er                                  | Thibaut Pinot                        | France                               | FDJ.fr                               | en 90 h 7 min 21 s                   |
| 2e                                   | Romain Bardet                        | France                               | AG2R La Mondiale                     | + 3 min 11 s                         |
| 3e                                   | Michał Kwiatkowski                   | Pologne                              | Omega Pharma-Quick Step              | + 1 h 13 min 40 s                    |
| 4e                                   | Tom Dumoulin                         | Pays-Bas                             | Giant-Shimano                        | + 1 h 39 min 45 s                    |
| 5e                                   | Ion Izagirre Insausti                | Espagne                              | Movistar                             | + 1 h 52 min 35 s                    |
| 6e                                   | Rafał Majka                          | Pologne                              | Tinkoff-Saxo                         | + 2 h 9 min 38 s                     |
| 7e                                   | Rudy Molard                          | France                               | Cofidis                              | + 2 h 26 min 7 s                     |
| 8e                                   | Benjamin King                        | États-Unis                           | Garmin-Sharp                         | + 2 h 33 min 44 s                    |
| 9e                                   | Tom-Jelte Slagter                    | Pays-Bas                             | Garmin-Sharp                         | + 2 h 41 min 5 s                     |
| 10e                                  | Peter Sagan                          | Slovaquie                            | Cannondale                           | + 2 h 44 min 37 s                    |
| modifier                             |                                      |                                      |                                      |                                      |

| Classement par équipes | Classement par équipes | Classement par équipes | Classement par équipes |
|                        | Équipe                 | Pays                   | Temps                  |
| ---------------------- | ---------------------- | ---------------------- | ---------------------- |
| 1re                    | AG2R La Mondiale       | France                 | en 270 h 27 min 2 s    |
| 2e                     | Belkin                 | Pays-Bas               | + 34 min 46 s          |
| 3e                     | Movistar               | Espagne                | + 1 h 6 min 10 s       |
| 4e                     | BMC Racing             | États-Unis             | + 1 h 7 min 51 s       |
| 5e                     | Europcar               | France                 | + 1 h 34 min 57 s      |
| 6e                     | Astana                 | Kazakhstan             | + 1 h 36 min 27 s      |
| 7e                     | Sky                    | Royaume-Uni            | + 1 h 40 min 36 s      |
| 8e                     | Trek Factory Racing    | États-Unis             | + 2 h 6 min 0 s        |
| 9e                     | FDJ.fr                 | France                 | + 2 h 30 min 37 s      |
| 10e                    | Lampre-Merida          | Italie                 | + 2 h 32 min 46 s      |
| modifier               |                        |                        |                        |

#### Prix de la combativité
- Alessandro De Marchi  (Cannondale)[33]

### Évolution des classements
| Étape              | Vainqueur            | Classement général | Classement par points | Classement de la montagne | Classement du meilleur jeune | Classement par équipes | Prix de la combativité |
| ------------------ | -------------------- | ------------------ | --------------------- | ------------------------- | ---------------------------- | ---------------------- | ---------------------- |
| 1                  | Marcel Kittel        | Marcel Kittel      | Marcel Kittel         | Jens Voigt                | Peter Sagan                  | Sky                    | Jens Voigt             |
| 2                  | Vincenzo Nibali      | Vincenzo Nibali    | Peter Sagan           | Cyril Lemoine             | Peter Sagan                  | Sky                    | Blel Kadri             |
| 3                  | Marcel Kittel        | Vincenzo Nibali    | Peter Sagan           | Cyril Lemoine             | Peter Sagan                  | Sky                    | Jan Bárta              |
| 4                  | Marcel Kittel        | Vincenzo Nibali    | Peter Sagan           | Cyril Lemoine             | Peter Sagan                  | Sky                    | Thomas Voeckler        |
| 5                  | Lars Boom            | Vincenzo Nibali    | Peter Sagan           | Cyril Lemoine             | Peter Sagan                  | Astana                 | Lieuwe Westra          |
| 6                  | André Greipel        | Vincenzo Nibali    | Peter Sagan           | Cyril Lemoine             | Peter Sagan                  | Astana                 | Luis Ángel Maté        |
| 7                  | Matteo Trentin       | Vincenzo Nibali    | Peter Sagan           | Cyril Lemoine             | Peter Sagan                  | Astana                 | Martin Elmiger         |
| 8                  | Blel Kadri           | Vincenzo Nibali    | Peter Sagan           | Blel Kadri                | Michał Kwiatkowski           | Astana                 | Blel Kadri             |
| 9                  | Tony Martin          | Tony Gallopin      | Peter Sagan           | Tony Martin               | Michał Kwiatkowski           | Astana                 | Tony Martin            |
| 10                 | Vincenzo Nibali      | Vincenzo Nibali    | Peter Sagan           | Joaquim Rodríguez         | Romain Bardet                | AG2R La Mondiale       | Tony Martin            |
| 11                 | Tony Gallopin        | Vincenzo Nibali    | Peter Sagan           | Joaquim Rodríguez         | Romain Bardet                | AG2R La Mondiale       | Nicolas Roche          |
| 12                 | Alexander Kristoff   | Vincenzo Nibali    | Peter Sagan           | Joaquim Rodríguez         | Romain Bardet                | AG2R La Mondiale       | Simon Clarke           |
| 13                 | Vincenzo Nibali      | Vincenzo Nibali    | Peter Sagan           | Vincenzo Nibali           | Romain Bardet                | AG2R La Mondiale       | Alessandro De Marchi   |
| 14                 | Rafał Majka          | Vincenzo Nibali    | Peter Sagan           | Joaquim Rodríguez         | Romain Bardet                | AG2R La Mondiale       | Alessandro De Marchi   |
| 15                 | Alexander Kristoff   | Vincenzo Nibali    | Peter Sagan           | Joaquim Rodríguez         | Romain Bardet                | AG2R La Mondiale       | Martin Elmiger         |
| 16                 | Michael Rogers       | Vincenzo Nibali    | Peter Sagan           | Rafał Majka               | Thibaut Pinot                | AG2R La Mondiale       | Cyril Gautier          |
| 17                 | Rafał Majka          | Vincenzo Nibali    | Peter Sagan           | Rafał Majka               | Thibaut Pinot                | AG2R La Mondiale       | Romain Bardet          |
| 18                 | Vincenzo Nibali      | Vincenzo Nibali    | Peter Sagan           | Rafał Majka               | Thibaut Pinot                | AG2R La Mondiale       | Mikel Nieve            |
| 19                 | Ramūnas Navardauskas | Vincenzo Nibali    | Peter Sagan           | Rafał Majka               | Thibaut Pinot                | AG2R La Mondiale       | Tom-Jelte Slagter      |
| 20                 | Tony Martin          | Vincenzo Nibali    | Peter Sagan           | Rafał Majka               | Thibaut Pinot                | AG2R La Mondiale       | Non décerné            |
| 21                 | Marcel Kittel        | Vincenzo Nibali    | Peter Sagan           | Rafał Majka               | Thibaut Pinot                | AG2R La Mondiale       | Non décerné            |
| Classements finals | Classements finals   | Vincenzo Nibali    | Peter Sagan           | Rafał Majka               | Thibaut Pinot                | AG2R La Mondiale       | Alessandro De Marchi   |

### UCI World Tour
Ce Tour de France attribue des points pour l'UCI World Tour 2014, seulement aux coureurs des équipes ayant un label ProTeam.

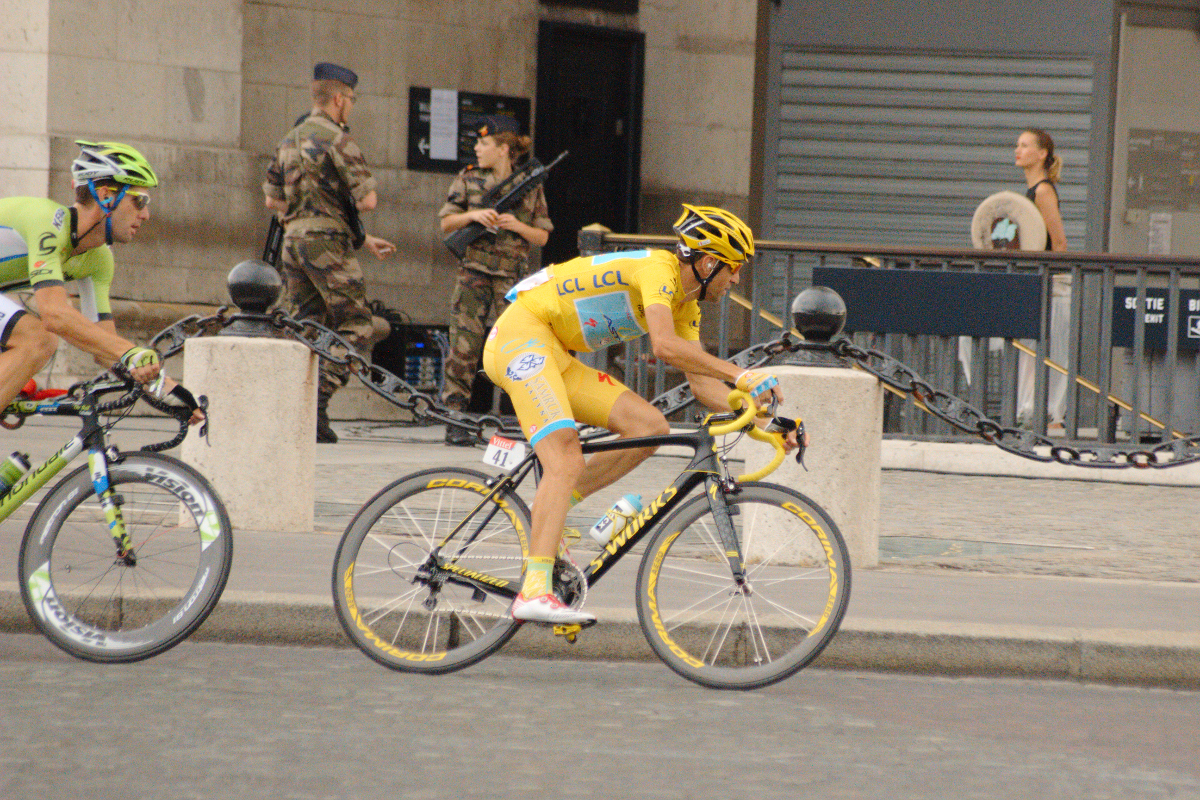
Vincenzo Nibali portant le maillot jaune lors de la dernière étape du Tour 2014.

| Position           | 1er | 2e  | 3e  | 4e  | 5e  | 6e | 7e | 8e | 9e | 10e | 11e | 12e | 13e | 14e | 15e | 16e | 17e | 18e | 19e | 20e |
| Classement général | 200 | 150 | 120 | 110 | 100 | 90 | 80 | 70 | 60 | 50  | 40  | 30  | 24  | 20  | 16  | 12  | 10  | 8   | 6   | 4   |
| Par étape          | 20  | 10  | 6   | 4   | 2   |    |    |    |    |     |     |     |     |     |     |     |     |     |     |     |

| #  | Coureur                | Équipe              | Points |
| -- | ---------------------- | ------------------- | ------ |
| 1  | Vincenzo Nibali        | Astana              | 312    |
| 2  | Jean-Christophe Péraud | AG2R La Mondiale    | 168    |
| 3  | Thibaut Pinot          | FDJ.fr              | 148    |
| 4  | Alejandro Valverde     | Movistar            | 120    |
| 5  | Tejay van Garderen     | BMC Racing          | 102    |
| 6  | Romain Bardet          | AG2R La Mondiale    | 94     |
| 7  | Marcel Kittel          | Giant-Shimano       | 80     |
| 8  | Alexander Kristoff     | Katusha             | 78     |
| 9  | Haimar Zubeldia        | Trek Factory Racing | 70     |
| 10 | Laurens ten Dam        | Belkin              | 60     |
| 10 | Peter Sagan            | Cannondale          | 60     |

| Suite du classement (12-50) | Suite du classement (12-50) | Suite du classement (12-50) | Suite du classement (12-50) |
| --------------------------- | --------------------------- | --------------------------- | --------------------------- |
| #                           | Coureur                     | Équipe                      | Points                      |
| 12                          | Rafał Majka                 | Tinkoff-Saxo                | 56                          |
| 13                          | Bauke Mollema               | Belkin                      | 50                          |
| 14                          | Pierre Rolland              | Europcar                    | 42                          |
| 15                          | Tony Martin                 | Omega Pharma-Quick Step     | 40                          |
| 16                          | Ramūnas Navardauskas        | Garmin-Sharp                | 34                          |
| 17                          | Fränk Schleck               | Trek Factory Racing         | 30                          |
| 18                          | Tony Gallopin               | Lotto-Belisol               | 28                          |
| 18                          | André Greipel               | Lotto-Belisol               | 28                          |
| 20                          | Matteo Trentin              | Omega Pharma-Quick Step     | 26                          |
| 21                          | Jurgen Van den Broeck       | Lotto-Belisol               | 24                          |
| 22                          | Michael Rogers              | Tinkoff-Saxo                | 22                          |
| 23                          | Lars Boom                   | Belkin                      | 20                          |
| 23                          | John Degenkolb              | Giant-Shimano               | 20                          |
| 23                          | Blel Kadri                  | AG2R La Mondiale            | 20                          |
| 23                          | Yury Trofimov               | Katusha                     | 20                          |
| 27                          | Mark Renshaw                | Omega Pharma-Quick Step     | 18                          |
| 28                          | Steven Kruijswijk           | Belkin                      | 16                          |
| 28                          | Greg Van Avermaet           | BMC Racing                  | 16                          |
| 30                          | Tom Dumoulin                | Giant-Shimano               | 14                          |
| 31                          | Fabian Cancellara           | Trek Factory Racing         | 12                          |
| 31                          | Arnaud Démare               | FDJ.fr                      | 12                          |
| 33                          | Alberto Contador            | Tinkoff-Saxo                | 10                          |
| 33                          | Bryan Coquard               | Europcar                    | 10                          |
| 33                          | Samuel Dumoulin             | AG2R La Mondiale            | 10                          |
| 33                          | Jakob Fuglsang              | Astana                      | 10                          |
| 33                          | Christopher Horner          | Lampre-Merida               | 10                          |
| 33                          | Giovanni Visconti           | Movistar                    | 10                          |
| 33                          | Thomas Voeckler             | Europcar                    | 10                          |
| 40                          | Mikel Nieve                 | Sky                         | 8                           |
| 41                          | Daniele Bennati             | Tinkoff-Saxo                | 6                           |
| 41                          | John Gadret                 | Movistar                    | 6                           |
| 41                          | Vasil Kiryienka             | Sky                         | 6                           |
| 41                          | Michał Kwiatkowski          | Omega Pharma-Quick Step     | 6                           |
| 45                          | Michael Albasini            | Orica-GreenEDGE             | 4                           |
| 45                          | Simon Gerrans               | Orica-GreenEDGE             | 4                           |
| 45                          | Tanel Kangert               | Astana                      | 4                           |
| 45                          | Richie Porte                | Sky                         | 4                           |
| 45                          | José Serpa                  | Lampre-Merida               | 4                           |
| 50                          | Cyril Gautier               | Europcar                    | 2                           |
| 50                          | Matteo Montaguti            | AG2R La Mondiale            | 2                           |

### Gains par équipes
Les gains cumulés par équipes lors du Tour de France 2014 sont répertoriés dans le tableau ci-dessous.
| Pos | Pays        | Équipe                       | Gain      | Victoire d'étape |
| --- | ----------- | ---------------------------- | --------- | ---------------- |
| 1   | Kazakhstan  | Astana                       | 539 330 € | 4                |
| 2   | France      | AG2R La Mondiale             | 362 880 € | 1                |
| 3   | France      | FDJ.fr                       | 151 720 € |                  |
| 4   | Espagne     | Movistar                     | 117 050 € |                  |
| 5   | Italie      | Cannondale                   | 99 390 €  |                  |
| 6   | États-Unis  | BMC Racing                   | 99 180 €  |                  |
| 7   | Russie      | Tinkoff-Saxo                 | 80 250 €  | 3                |
| 8   | Belgique    | Omega Pharma-Quick Step      | 77 930 €  | 3                |
| 9   | Russie      | Katusha                      | 75 700 €  | 2                |
| 10  | Pays-Bas    | Belkin                       | 67 200 €  | 1                |
| 11  | France      | Europcar                     | 63 410 €  |                  |
| 12  | Pays-Bas    | Giant-Shimano                | 63 210 €  | 4                |
| 13  | Belgique    | Lotto-Belisol                | 35 060 €  | 2                |
| 14  | États-Unis  | Trek Factory Racing          | 32 020 €  |                  |
| 15  | Allemagne   | NetApp-Endura                | 31 480 €  |                  |
| 16  | Suisse      | IAM                          | 26 610 €  |                  |
| 17  | États-Unis  | Garmin-Sharp                 | 25 360 €  | 1                |
| 18  | Royaume-Uni | Sky                          | 24 240 €  |                  |
| 19  | France      | Bretagne-Séché Environnement | 20 600 €  |                  |
| 20  | France      | Cofidis                      | 18 540 €  |                  |
| 21  | Australie   | Orica-GreenEDGE              | 15 610 €  |                  |
| 22  | Italie      | Lampre-Merida                | 9 830 €   |                  |

## Aspects extra-sportifs

### Caravane publicitaire
Cinq nouvelles marques font leur entrée cette année dans la caravane du tour : Fruit Shoot, les opticiens Krys, les machines à café Senseo, les frites McCain et la société P&O Ferries. Vittel et Carrefour sont les caravanes les plus imposantes du tour de France, avec neuf véhicules et trois véhicules d'assistance. La caravane, cette année, s'étend sur 12 km et comprend 165 véhicules. 600 personnes animent la caravane pendant trois semaines et 120 personnes d'Amaury Sport Organisation s'y ajoutent pour garantir la sécurité de tous.

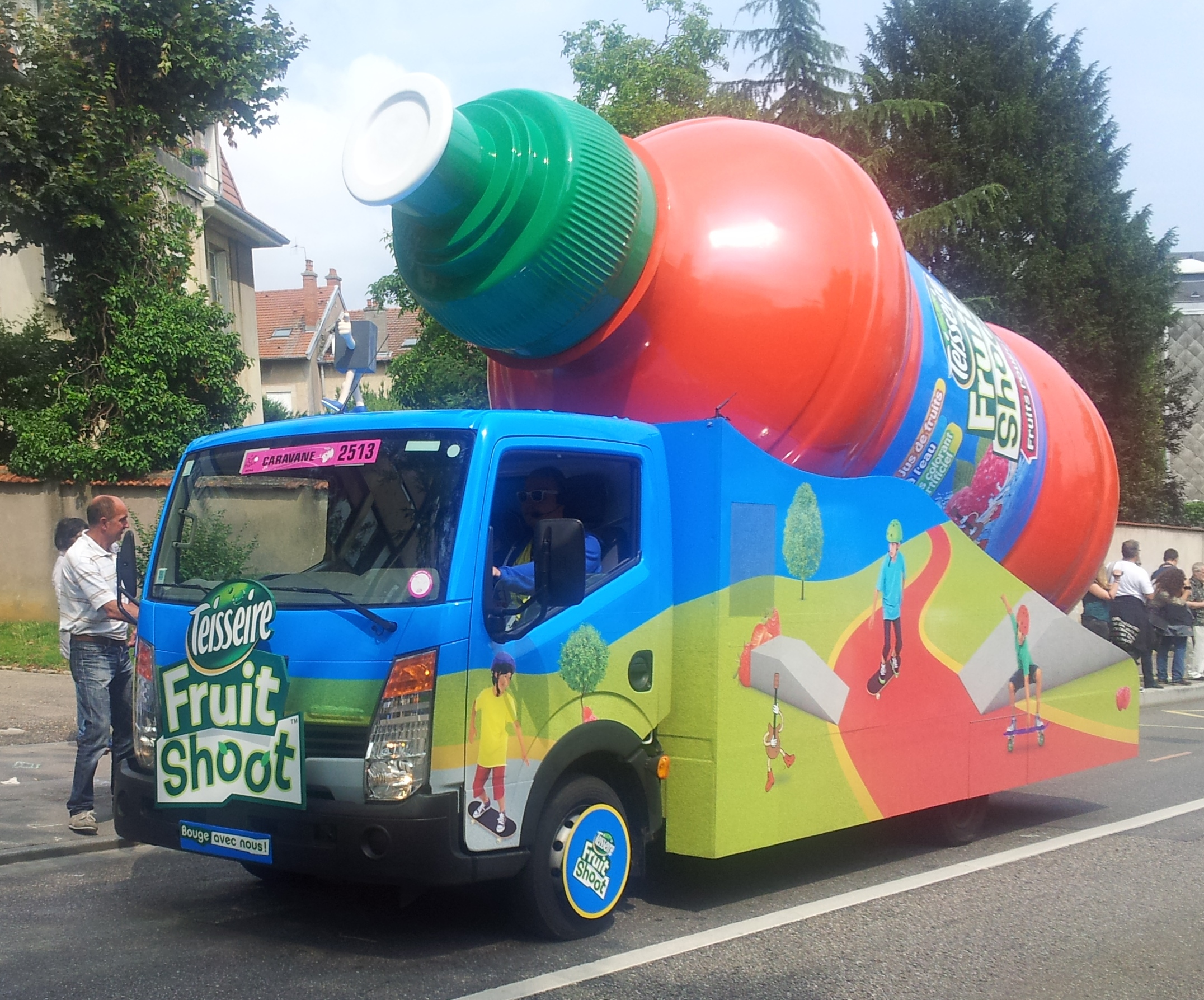
Fruit Shoot.
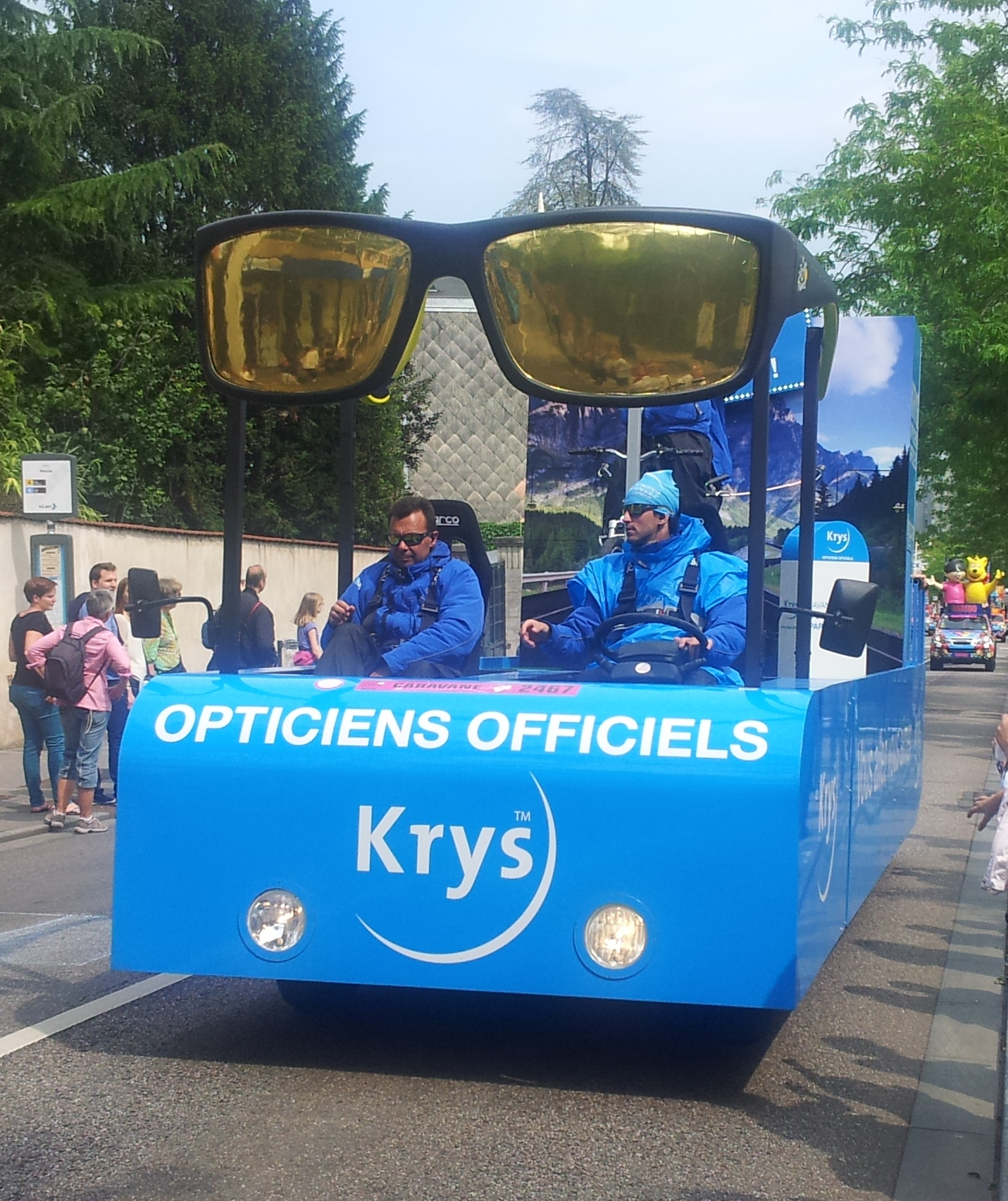
opticiens Krys.
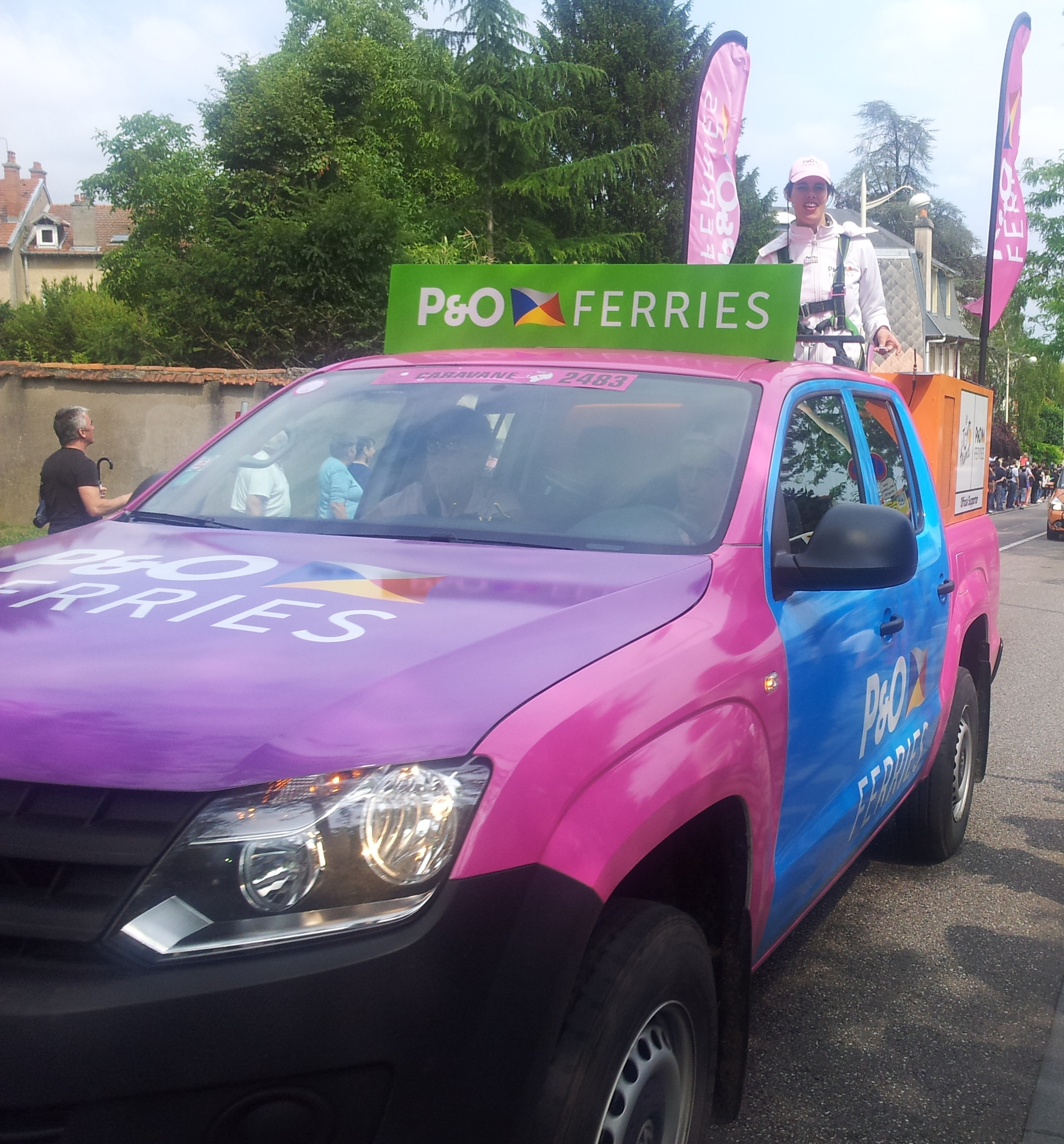
P&O Ferries.
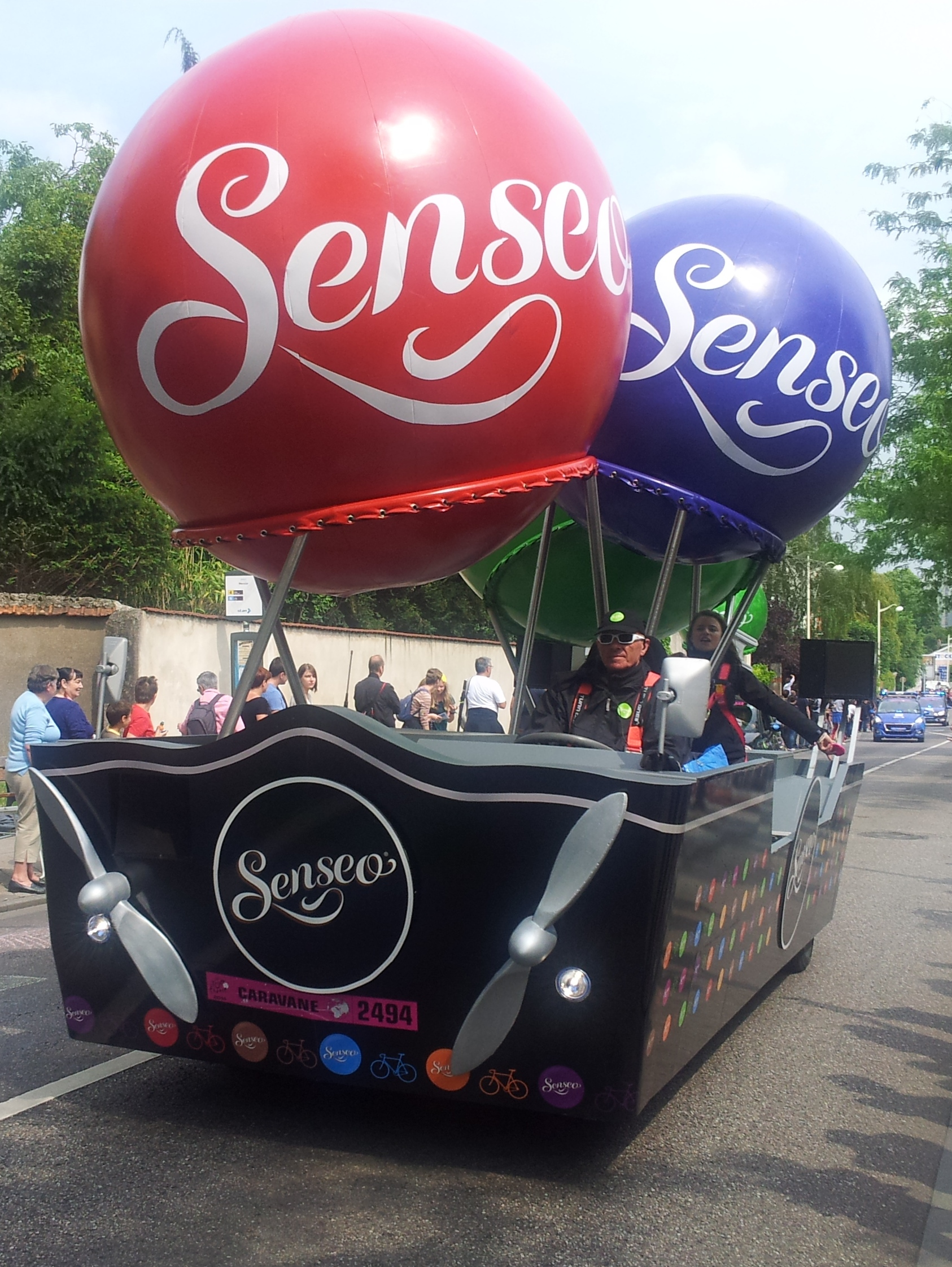
Senseo.
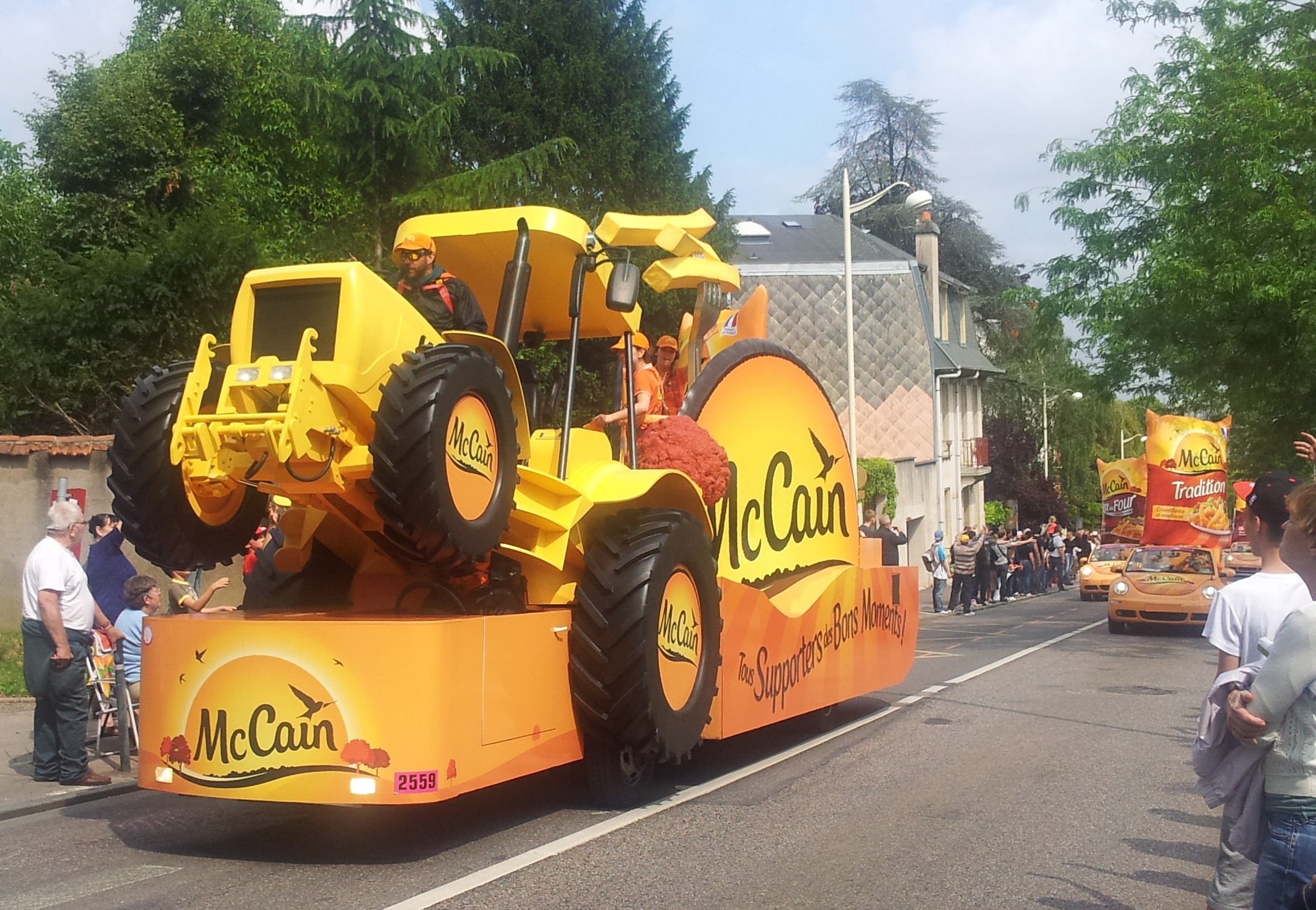
McCain.

### Jeu vidéo
Le Tour de France 2014 est un jeu vidéo de simulation de cyclisme développé par Cyanide Studio et édité par Focus Home Interactive. Il sort en juin 2014 et est disponible sur PlayStation 3, PlayStation 4, Xbox 360 et Xbox One.